# Glosofobia
La glosofobia o ansiedad para hablar es el miedo de hablar en público.  La palabra glosofobia proviene del griego γλῶσσα glossa, es decir, la lengua, y φόβος fobos, miedo o temor.

## Síntomas
Algunos síntomas son:
- Ansiedad intensa, o simplemente la idea de tener que comunicarse verbalmente con cualquier grupo
- Evitar eventos donde las personas asistentes centren su atención sobre esta persona
- Físicos, náuseas, o sensación de pánico en estas circunstancias

Los síntomas más específicos de expresión ansiedad pueden agruparse en tres categorías: física, verbal y no verbal. Los síntomas físicos resultantes del Sistema Nervioso Autónomo responden a la situación con una reacción de lucha o huida. Estos síntomas incluyen oído agudo, aumento de la frecuencia cardíaca, aumento de la presión arterial, pupilas dilatadas, el aumento de la sudoración, aumento de la ingesta de oxígeno, rigidez de cuello / parte superior de los músculos de la espalda y sequedad de boca. Los síntomas son verbales, pero no se limitan a una voz tensa, un temblor de voz, y la repetición de "Umms" y "Ahhs" que tienden a una comodidad ansiosa en el orador. Una forma de expresión disfuncional ansiosa durante el discurso, en el que la intensidad de la reacción de lucha o huida impide el desempeño del individuo de manera eficaz.  
Muchas personas aseguran tener estrés inducido por trastornos del habla que sólo se presenta durante el discurso público. Algunos glosofóbicos han podido bailar o actuar en público, siempre y cuando no tienen que hablar, hablar (como en un juego), o incluso cantar, siempre y cuando no vean al público.

## Causas
La glosofobia puede atribuirse: 
- a uno o múltiples incidentes traumáticos, generalmente experimentados personalmente, pero a veces asociados con alguien;
- a una lenta acumulación de evitar hablar en público con el tiempo hasta transformarse en una forma más grave de glosofobia;
- a una serie de creencias formadas tempranamente en la vida, algunas de las cuales tienen que ver con hablar (ejemplo, lo que tengo que decir no es importante) y algunas de las cuales tienen que ver con la competencia y el fracaso (por ejemplo, voy a ser rechazado, no soy capaz);
- a trastornos del lenguaje: las personas que no pueden pronunciar adecuadamente un fonema tienden a ponerse nerviosos cuando hablan en público, por el temor a que sean señalados y se burlen de ellos.

Los pensamientos autodestructivos son pensamientos en los que el orador tiene imágenes de sí mismo, piensa que todo debe ser perfecto, y desea completar su aprobación. Las situaciones que provocan ansiedad son las que tienen gran importancia para el orador, las situaciones en las que él es el centro de atención y situaciones en las que el orador está en la situación de subordinado a la audiencia.
Además, se han identificado otras causas clave de esta ansiedad como la novedad de la experiencia, las características de la audiencia, la ilusión de transparencia y el grado en que el orador identifica hablar en público como una actuación frente a un acto de comunicación.

## Ayuda
Algunas organizaciones, como Toastmasters International, Association of Speakers Clubs, Liderazgo Internacional y International Training in Communication, y cursos de formación para hablar en público, pueden ayudar a reducir el miedo a niveles manejables. Materiales de autoayuda que se ocupan de hablar en público están entre los mejores de venta libre entre los temas de ayuda. Algunas de las personas afectadas se han dirigido a determinados tipos de drogas, por lo general, betabloqueantes para tratar temporalmente el problema de su fobia. Sin embargo los expertos señalan que el miedo a hablar en público se puede superar con entrenamiento e indicaciones adecuadas.

## ¿Cómo reducir la ansiedad anticipatoria antes de los discursos?
- Técnicas de respiración para reducir las sensaciones físicas de ansiedad.
- Entrenamiento en reestructuración cognitiva y autoinstrucciones. Para detectar y sustituir los pensamientos automáticos negativos que mantienen nuestra ansiedad.
- Exposición encubierta (en imaginación).[3]
- Uso de entornos virtuales para reducir el miedo escénico mediante simulaciones controladas de situaciones comunicativas.